# Ammophila insolata
Ammophila insolata là một loài côn trùng cánh màng trong họ Sphecidae, thuộc chi Ammophila. Loài này được F. Smith miêu tả khoa học đầu tiên năm 1858.

## Phân loài
Loài này gồm các phân loài:
- Ammophila insolata argyropleura
- Ammophila insolata auricollis
- Ammophila insolata insolata
- Ammophila insolata ruficoxa